# ボウエンアイランド

メトロバンクーバー内の位置

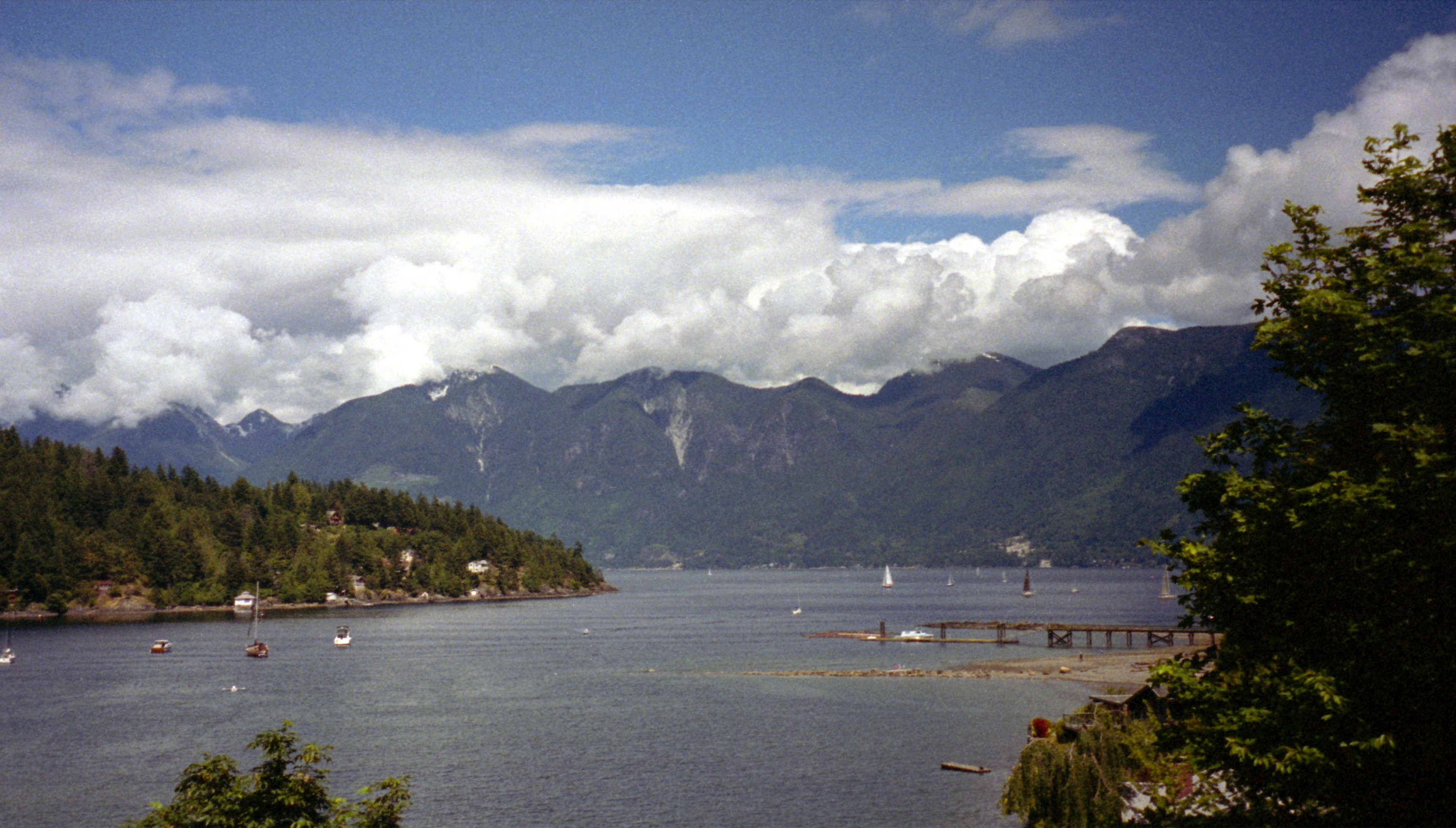
ウエストバンクーバーを望む

ボウエンアイランド（英語: District of Bowen Island）はカナダ・ブリティッシュコロンビア州のメトロバンクーバーに属する島であり、一つの地方自治体（市）を形成している。バンクーバー市の北西、ウェストバンクーバーからフェリーで約20分のところに位置する。
森や遊歩道が多くヨットハーバーや別荘がある。人口は4,256人（2021年統計）で夏には約1,500人が別荘に訪れる。キャンプ場も多く、夏期の週末にはキャンプに訪れる人も多い。